# 야체크 코만

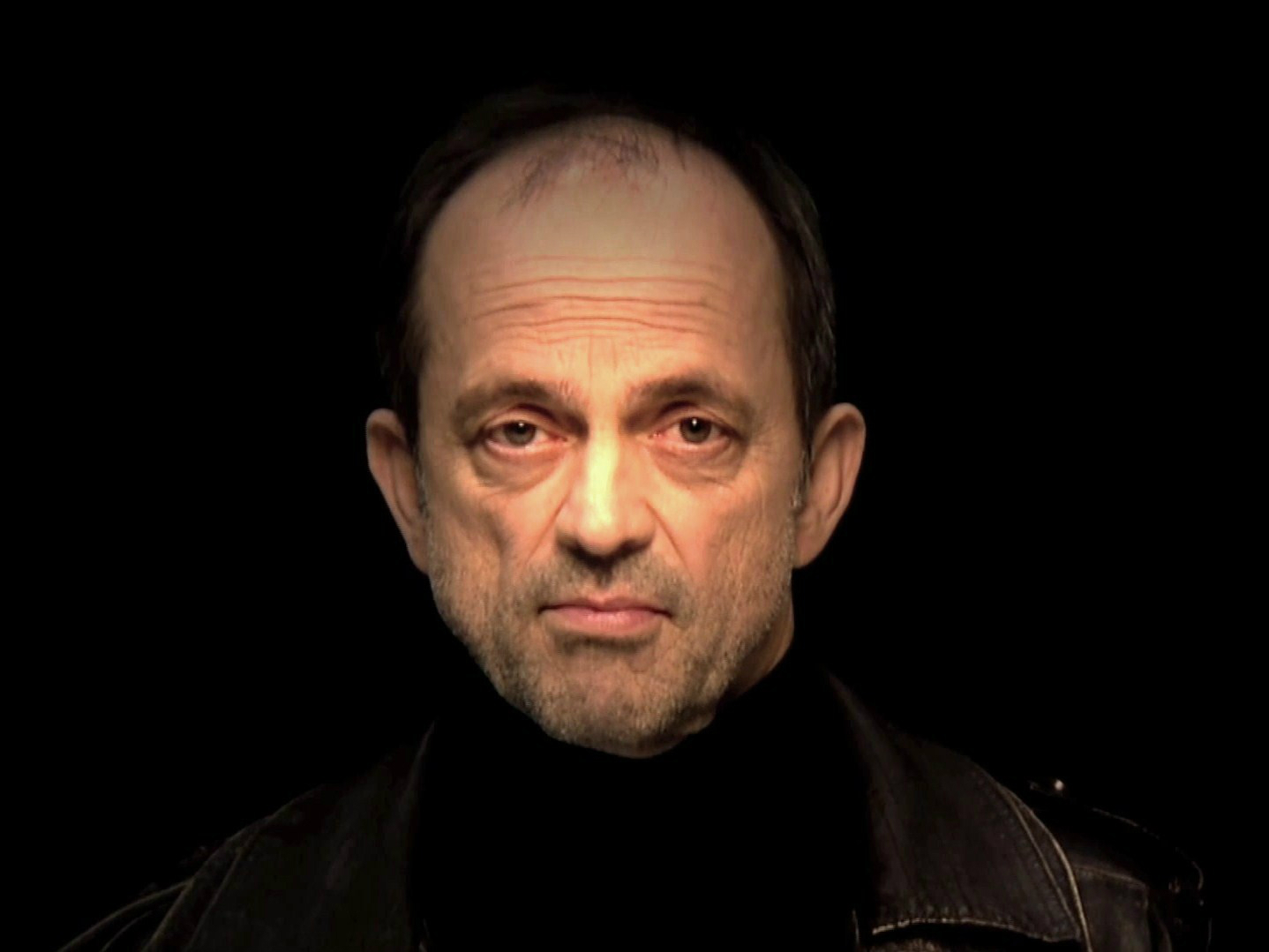

야체크 코만(폴란드어: Jacek Koman, 1956년 8월 15일 ~ )은 폴란드의 배우, 가수, 음악가이다.
비엘스코비아와에서 태어났다.

## 출연 작품

### 영화
- 헌팅 (1991, Hunting)
- 럭키 브레이크 (1994)
- 내가 쓴 것 (1996)
- 그 남자, 리지를 만나다 (1997, The Wedding Party)
- 한손으로 박수치는 소리 (1998, The Sound of One Hand Clapping)
- 물랑 루즈 (2001) - 정신 잃는 아르헨티나 사람 역
- 로멀러스, 마이 파더 (2006, Romulus, My Father)
- 칠드런 오브 맨 (2006)
- The Funk (2008) - 단편
- 디파이언스 (2008) - 콘스탄티 '코칙' 코질로우스키 역
- 오스트레일리아 (2008) - 이반 역
- Kochaj i tancz (2009)
- 더 헌터 (2011)
- 고스트 라이더: 복수의 화신 (2011년) - 테로코브 역
- 쇼핑 (2013, Shopping)
- 위대한 개츠비 (2013)
- 나쁜 녀석들 (2014) - 샘 역
- 시간을 거꾸로 사는 오토 블룸의 삶과 죽음 (2016)
- 브레스 (2017, Breath)
- 정글 (2017) - 모니 긴스버그 역
- 스워드 오브 갓 (2018, Krew Boga)
- 헤이터 (2020) - 로베르트 크라우츠키 역
- 소울캐처 (2023)
- 콘클라베 (2024) - 야누스 보즈니아크 역

### 텔레비전
- Waking the Dead (2008)